# El Caro
Pour les articles homonymes, voir Caro.
El Caro est une localité située dans la municipalité de Huatabampo, dans l'état de Sonora, au Mexique.
La population de la localité était de 644 habitants en 2005 et 687 en 2010.